# 戈利措沃湖
戈利措沃湖是俄羅斯的湖泊，由阿爾漢格爾斯克州負責管轄，位於謝韋爾內島，面積55.8平方公里，集水區面積596平方公里，湖水主要來自融雪。